# Comuna Debalțeve, Vasîlkivka
Debalțeve (în ucraineană Дебальцеве) este o comună în raionul Vasîlkivka, regiunea Dnipropetrovsk, Ucraina, formată din satele Debalțeve (reședința), Luhove, Novotersneanske, Ohotnîce, Perevalske, Prîșîb și Veselîi Kut.

## Demografie
Componența lingvistică a satului Debalțeve
     Ucraineană (97,25%)
     Rusă (2,47%)
     Alte limbi (0,21%)
Conform recensământului din 2001, majoritatea populației satului Debalțeve era vorbitoare de ucraineană (97,25%), existând în minoritate și vorbitori de rusă (2,47%).